# Ланувиум
Ланувиум или Ланивиум (Lanuvium; Lanivium; Lānŭuĭum, Lānĭuĭum; Civita Lavinia) или Civita Lavinia, днешният град Ланувио, е древен град в Лацио. Намира се на 32 км югоизточно от Рим и наблизо до Виа Апиа.
Според легендата е основан от Диомед след завръщането му от Троянската война.
По времето на Римската империя древен Ланувиум e в Латинската лига и до 338 пр.н.е. независим.
Тук на 19 септември 86 г. е роден Антонин Пий, римски император от 138 до 161 г.